# Tytus Oates

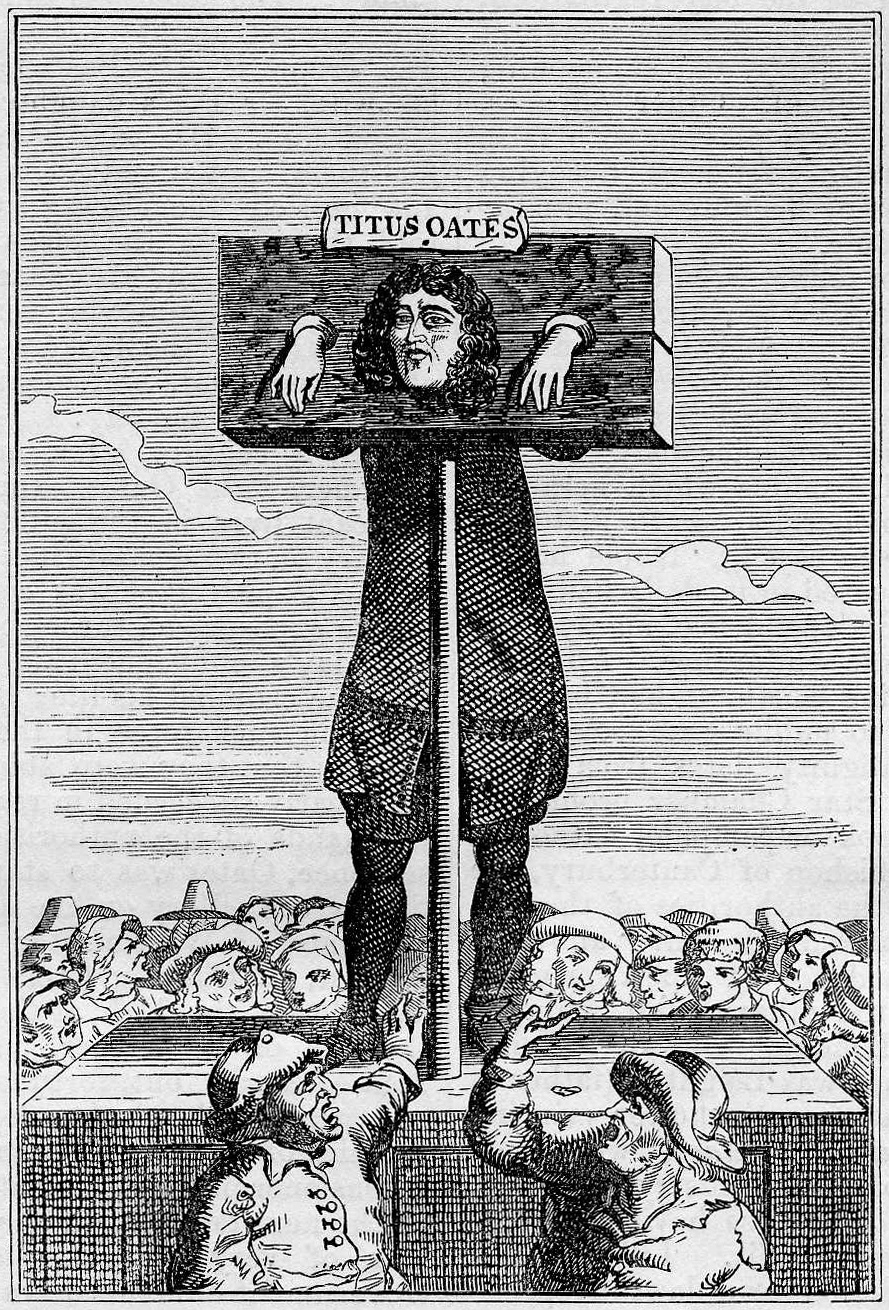
Ukarany T. Oates przykuty do gąsiora.

Titus Oates (ur. 1649, zm. 1705) – angielski duchowny anglikański, przestępca, konspirator, który przyczynił się do obalenia króla Jakuba II Stuarta.

## Życiorys

### Wczesne życie
Wychowany przez brutalnego i nie interesującego się nim ojca, Samuela, Titus miewał napady konwulsji, cierpiał na ślinotok i chroniczny katar. Według pewnych relacji jego wygląd przedstawiał się tak: miał jedną nogę krótszą od drugiej, twarz we wszystkich kolorach tęczy, a resztę ciała czarną, odstające uszy... krótką szyję... wąski podbródek.
W 1667 zapisał się na Uniwersytet w Cambridge. Nigdy go nie ukończył, ale podawał się za jego absolwenta, dzięki czemu pracował w 1673 jako kaznodzieja w plebanii w Kent. Członkowie kongregacji zwolnili go, ponieważ przejawiał gwałtowny temperament. Później stał się wikariuszem swego ojca w Hastings. Również i wtedy go wyrzucono pod zarzutem namawiania dyrektora miejscowej szkoły do popełnienia sodomii z jednym z uczniów. W obawie przed procesem Oates uciekł do Londynu. Tam swoimi oszustwami zdobył posadę kapelana okrętowego na statku Adventure. W 1676 kolejny raz został zwolniony za utrzymywanie kontaktów homoseksualnych.
W marcu 1677 niestabilny psychicznie ksiądz, ojciec Berry, zgodził się, aby Oates dołączył do Kościoła rzymskokatolickiego. Wkrótce dostał się do Angielskiego Kościoła Jezuitów i przystąpił do zbierania informacji, które później wykorzystał do fabrykowania opowieści mających rzekomo związek ze spiskiem Papistów. Po kilku miesiącach zmienił tożsamość: podawał się za Samsona Lucy, absolwenta uniwersytetu w Salamance, po czym przeniósł się do seminarium w Saint-Omer w północnej Francji. Tamtejsi seminarzyści nie żyli z nim w zgodzie (jeden z nich uderzył go raz rondlem w głowę).

### Spisek papistów
Wyrzucony z seminarium w 1678 odszukał dawnego znajomego, doktora Israela Tonge'a, protestanckiego kaznodzieję, który uważał, że jezuici spiskują przeciw angielskiemu królowi. Titus Oates stracił zaufanie do katolickich duchownych i zajął się rozgłaszaniem wiadomości, że posiada dowody na istnienie „spisku papistów” (ang. The Poppish plot), którego celem było rzekomo zabójstwo protestanckiego króla Karola II i osadzenie na tronie Anglii jego brata katolika, Jakuba, księcia Yorku (późniejszego Jakuba II).
Uzyskawszy w 1678 krótkie posiedzenie u króla, Tonge powiadomił go o spisku papistów. Oatesowi nakazano stawienie się w Izbie Gmin. Za pomocą zręcznych kłamstw wezwany duchowny przekonał jej członków do swych racji, wykorzystując m.in. antykatolickie nastawienie większości parlamentarzystów. Przedstawione przez niego „dowody” doprowadziły do serii aresztowań, głównie niewinnych jezuitów i kilku spośród znanych katolickich lordów. Wielu podejrzanych torturowano w okrutny sposób, ponad 30 z nich stracono (wśród nich znalazł się św. Oliver Plunkett, prymas Irlandii). Parlament uznał Oatesa za patriotę, przyznał mu pensję i gabinet w Whitehallu. 

### Upadek
Pozycja Oatesa zachwiała się, gdy ten posądzał o udział w spisku angielską królową. W trakcie przesłuchań często symulował choroby i udawał omdlenia. Do 1684 wszystkie jego fałszywe oskarżenia zostały obalone. Jakub, książę Yorku, pozwał Oatesa do sądu za zniesławienie go, zażądał 100 000 funtów odszkodowania i wygrał proces. Po koronacji na króla Jakuba II w 1685 duchownego skazano na dożywotnie pozbawienie wolności i obowiązek noszenia nakrycia głowy ze specjalną inskrypcją o jego zbrodniach krzywoprzysięstwa. Raz w roku wymierzano mu chłostę pięciu batów i zakuwano w gąsior. Nigdy nie okazał skruchy z powodu krzywd, jakie wyrządził ofiarom spisku.
W 1688, gdy Jakub II został obalony, Oates wyszedł z więzienia i otrzymał od Wilhelma III Orańskiego rentę, którą roztrwonił i w rezultacie umarł w bankructwie.